# Fajã do Belo

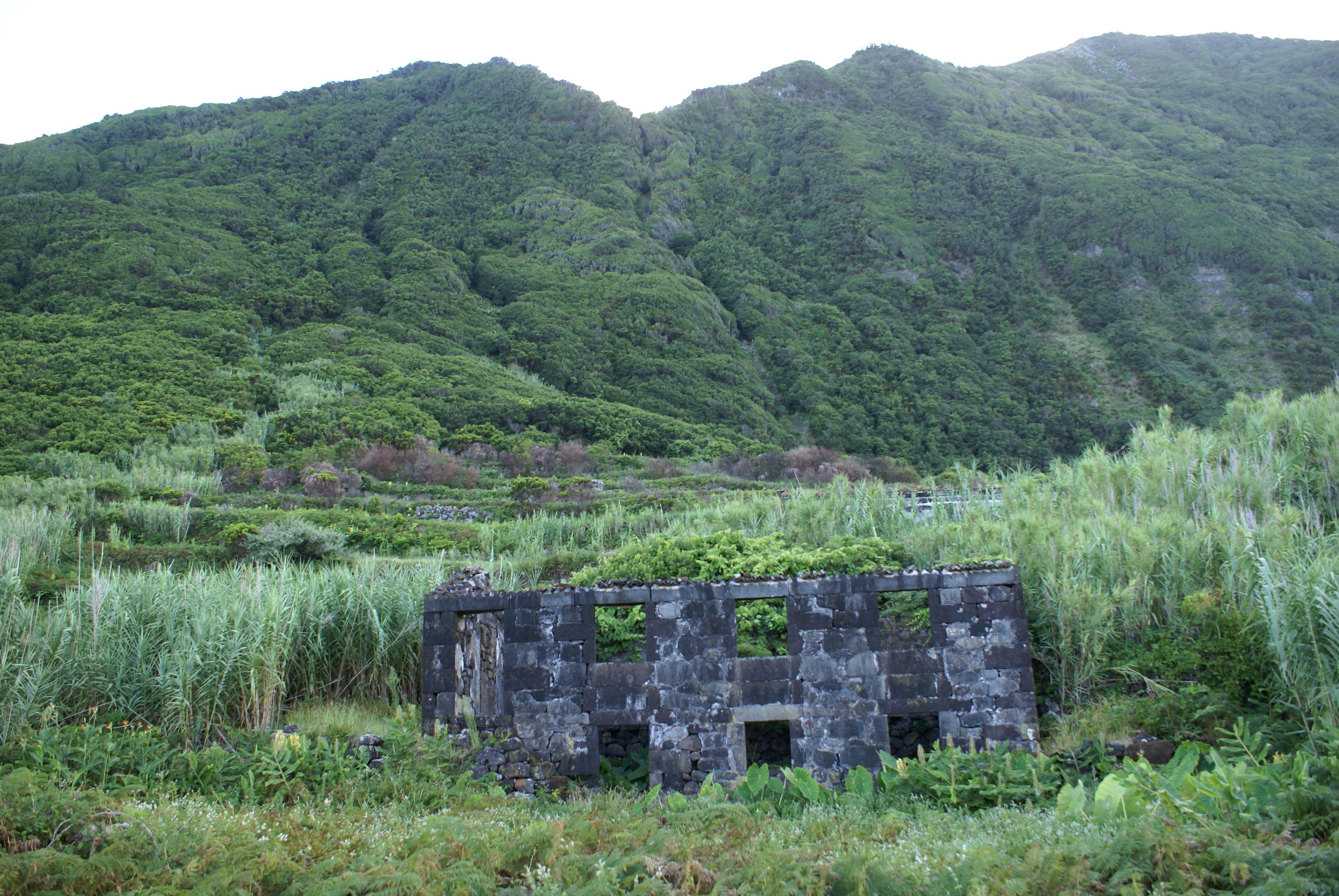
Fajã do Belo, outro aspecto da fajã, destaque para as falésias.

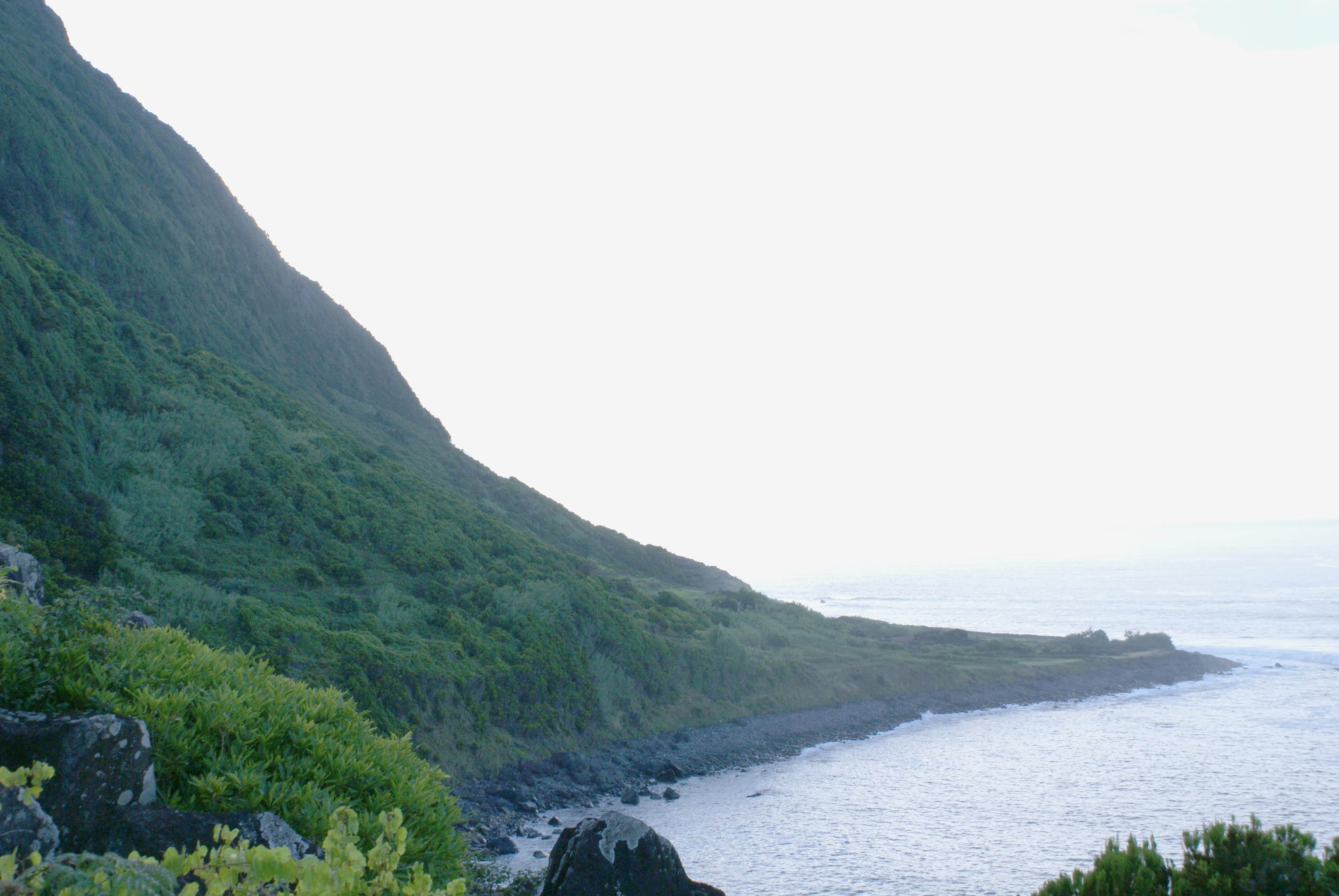
Início da Fajã do Belo vista do caminho de saída da Fajã da Caldeira de Santo Cristo.

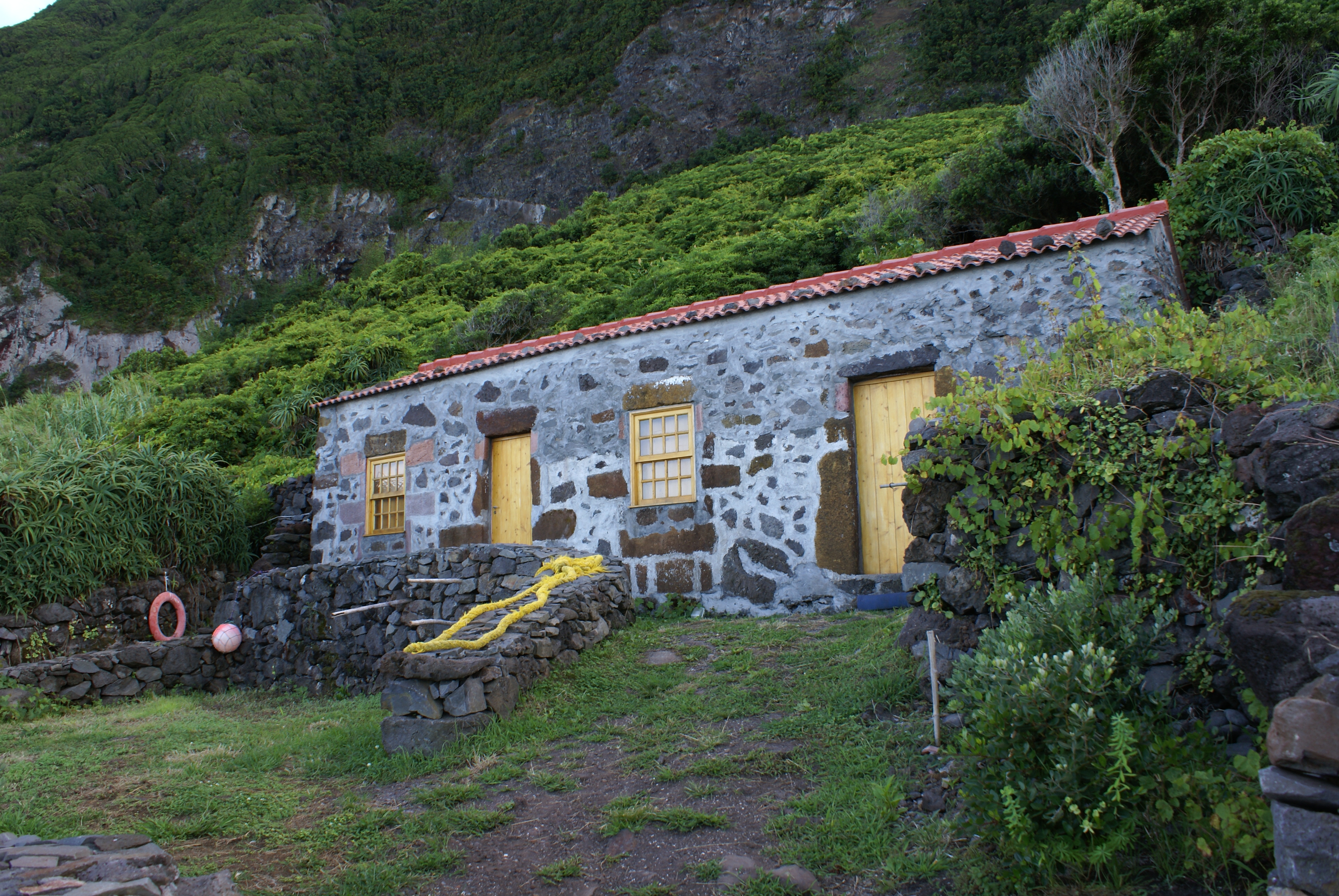
Casa típica da Fajã do Belo.

A Fajã do Belo é uma fajã Portuguesa localizada no concelho da Calheta, ilha de São Jorge, arquipélago dos Açores.
Segundo registos do século XVII, esta fajã pertenceu a Diogo Nunes Belo, antigo povoador e dele recebeu o nome que ainda conserva. Encontra-se situada entre a fajã dos Cubres e a fajã dos Tijolos.
Antigamente havia um carreiro, com início no Cume da Fajã do Belo, freguesia da Ribeira Seca, que descia a esta fajã e foi destruído pelo terramoto de 1980.
Nessa ocasião residiam aqui cerca de vinte e duas pessoas que abandonaram a fajã e foram viver para as freguesias vizinhas. Note-se que em 1891 viviam aqui 131 os habitantes.
Nesta fajã, as terras são como é costume tanto antigo como actual, serem adubadas com sargaço trazido para a costa pelas marés e recolhido pelos habitantes no calhau da beira-mar. Trata-se de um adubo natural e de grande valor mineral.
Nesta fajã criavam-se bastantes vacas de leite e que também era ensinadas a puxar o arado e a fazer outros trabalhos agrícolas.
O gado novo, chamado de alfeiro era vendido cada ano para fazer o dinheiro necessário às despesas das famílias.
Actualmente alguns proprietários de terras na fajã ainda costumam descer à rocha para cultivar a vinha, o tremoço e a batata doce.
No entanto apesar disso e por consequência do terramoto de 1980 foi praticamente abandonada nunca mais tendo tido a vida de antigamente.

## Galeria

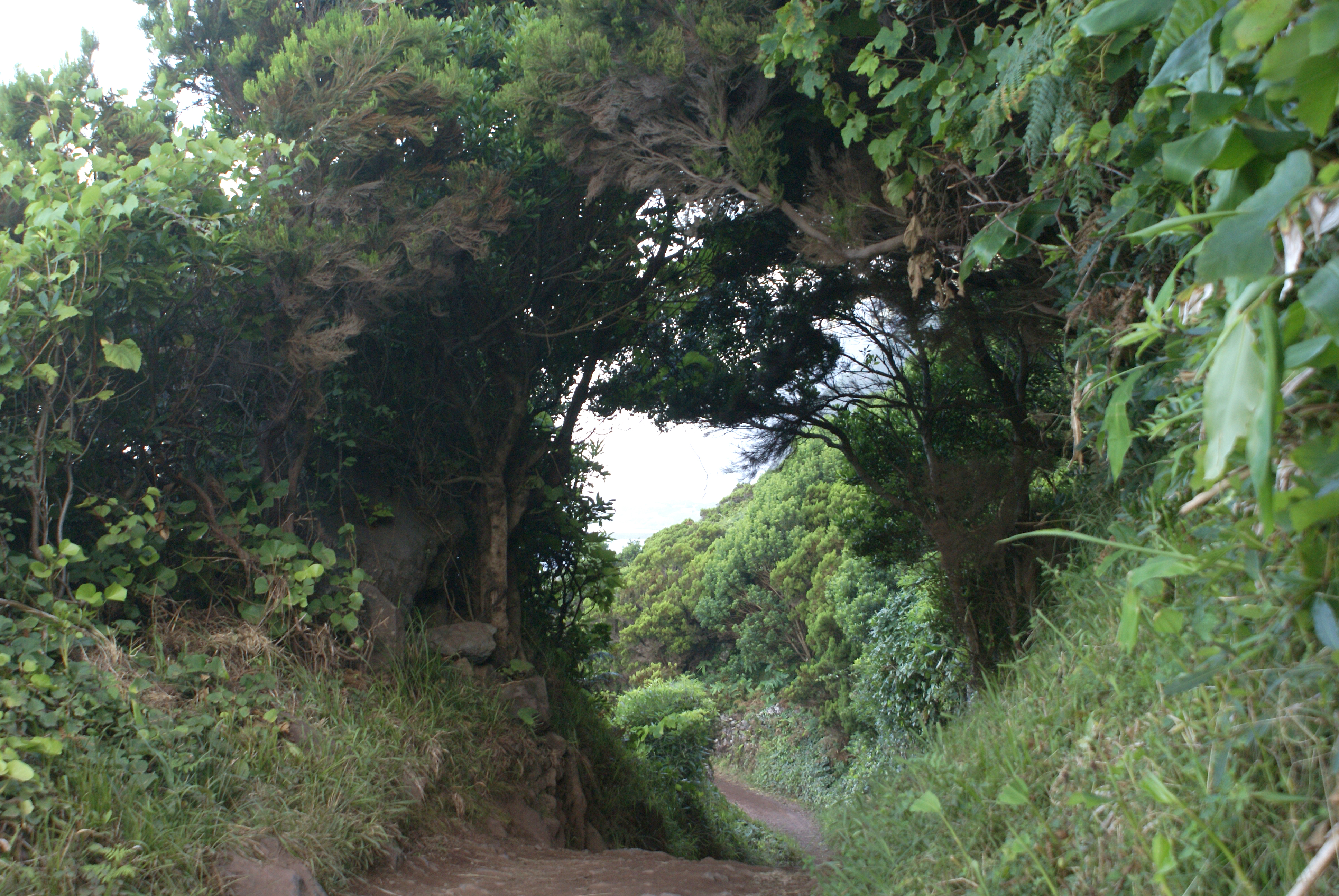
Fajã do Belo, Caminhos, destaque para a abundância de espécies endémicas típicas das Florestas da Laurissilva dos Açores.
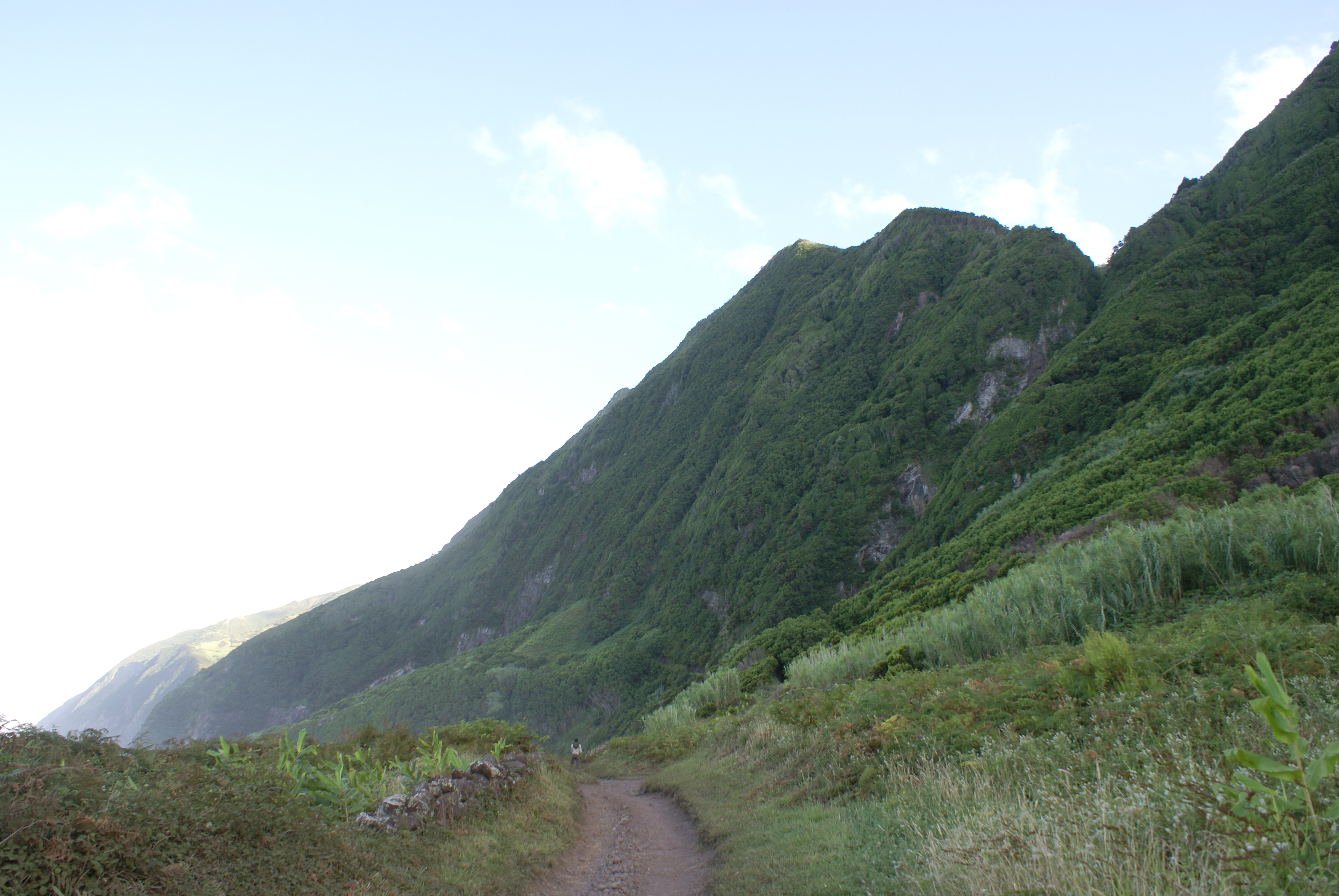
Falésias entre a Fajã da Caldeira de Santo Cristo e a Fajã do Belo, já próximo a esta última.